# Aeroniense
| Era Eratema | Periodo Sistema | Época Serie              | Edad Piso                    | Inicio, en millones de años |
| ----------- | --------------- | ------------------------ | ---------------------------- | --------------------------- |
| Paleozoico  | Pérmico         | Pérmico                  | Pérmico                      | 298,9±0,15                  |
| Paleozoico  | Carbonífero     | Carbonífero              | Carbonífero                  | 358,86±0,19                 |
| Paleozoico  | Devónico        | Devónico                 | Devónico                     | 419,62±1,36                 |
| Paleozoico  | Silúrico        | Prídoli Pridoliano       | Prídoli Pridoliano           | 422,7±1,6                   |
| Paleozoico  | Silúrico        | Ludlow Ludloviano        | Ludfordiense Ludfordiano     | 425,0±1,5                   |
| Paleozoico  | Silúrico        | Ludlow Ludloviano        | Gorstiense Gorstiano         | 426,7±1,5                   |
| Paleozoico  | Silúrico        | Wenlock Wenlockiano      | Homeriense Homeriano         | 430,6±1,3                   |
| Paleozoico  | Silúrico        | Wenlock Wenlockiano      | Sheinwoodiense Sheinwoodiano | 432,9±1,2                   |
| Paleozoico  | Silúrico        | Llandovery Llandoveriano | Telychiense Telychiano       | 438,6±1,0                   |
| Paleozoico  | Silúrico        | Llandovery Llandoveriano | Aeroniense Aeroniano         | 440,5±1,0                   |
| Paleozoico  | Silúrico        | Llandovery Llandoveriano | Rhuddaniense Rhuddaniano     | 443,1±0,9                   |
| Paleozoico  | Ordovícico      | Ordovícico               | Ordovícico                   | 486,8 ±1,5                  |
| Paleozoico  | Cámbrico        | Cámbrico                 | Cámbrico                     | 538,8±0,6                   |

El Aeroniense o Aeroniano es el segundo piso y edad del Llandovery (primera serie y época del Silúrico) en la escala temporal geológica. Sucede al Rhuddaniense y precede al Telychiense. Se inició hace unos 440,5 millones de años y terminó hace unos 438,6 millones de años.
El nombre del Aeroniense procede de la granja Cwm-coed-Aero cerca de la población de Llandovery en Gales (Reino Unido).

## Sección estratotipo y punto de límite global (GSSP)
La sección estratotipo y punto de límite global (GSSP) para la base del piso Aeroniense está situado en Hlásná Třebaň, en el distrito de Beroun (República Checa). Se caracteriza por la primera aparición del  graptolito Demirastrites triangulatus. El GSSP fue reubicado en 2024, sustituyendo al anteriormente definido en la sección de Trefawr Track (Gales, Reino Unido). El nuevo GSSP fue aprobado por la Comisión Internacional de Estratigrafía y ratificado posteriormente por la Unión Internacional de Ciencias Geológicas en enero de 2024.
El techo del Aeroniense se define por el GSSP de la base del Telychiense, que se caracteriza por la primera aparición de los  graptolitos Spirograptus guerichi, Monograptus s.s. y Paradiversograptus runcinatus.